# Litkovka hřebenitá
Litkovka hřebenitá (Luetkea pectinata) je druh rostliny z čeledi růžovité a jediný druh rodu litkovka. Je to stálezelený, nízký, polštářovitě rostoucí polokeř připomínající vzhledem některé lomikameny. Nejblíže příbuzným rodem je udatna. Květy jsou bílé, pětičetné, v hroznovitém květenství, plodem je souplodí měchýřků. Rostlina se vyskytuje v západních oblastech Severní Ameriky od arktických oblastí na severu po alpínská stanoviště v horách Kalifornie a Oregonu. Litkovka je celkem vzácně pěstována jako skalnička.

## Popis
Litkovka hřebenitá je vytrvalý, stálezelený polokeř, vytvářející polštářovité porosty a dorůstající výšky 8 až 15 cm. Svým vzhledem připomíná některé lomikameny. Kmínky (oddenky) jsou plazivé a větvené, vystoupavé. Listy jsou střídavé, jednoduché, řapíkaté, nahloučené na bázi lodyhy, s hluboce laločnatou, 0,5 až 1,5 cm dlouhou čepelí. Květy jsou 3 až 6 mm široké, pětičetné, s češulí, uspořádané ve vrcholovém hroznu.
Kalich je pětičetný, s trojúhelníkovitými laloky, kalíšek chybí. Korunní lístky jsou bílé, lžicovité až obvejčité.
Tyčinek je 20 a svojí délkou nepřesahují korunu. Gyneceum je složeno z 5 (4 až 6) volných pestíků obsahujících po 3 až 5 vajíčkách a nesoucích vrcholovou čnělku.
Plodem je souplodí srpovitých měchýřků podepřené vytrvalým kalichem a češulí. Každý měchýřek obsahuje 1 až 4 semena.

## Rozšíření
Litkovka se vyskytuje v západních oblastech Severní Ameriky od severních polárních oblastí severní Kanady a Aljašky přes Skalnaté hory po Klamath Mountains v severní Kalifornii a Oregonu. V severních oblastech roste jako součást arktické tundry, na vřesovištích a vlhkých skalnatých stanovištích i v nízkých nadmořských výškách, na jihu se vyskytuje v horách jako součást alpínské a subalpínské vegetace ve výškách až 3500 metrů.

## Taxonomie
Rod Luetkea je v rámci čeledi růžovité řazen do podčeledi Amygdaloideae a tribu Spireeae. Nejblíže příbuzným rodem je dle výsledků molekulárních studií rod Aruncus (udatna), dalšími blízce příbuznými rody jsou Holodiscus (celoterčník) a monotypický rod Xerospiraea, pocházející z Mexika. Druh Luetkea pectinata byl popsán již v roce 1813 německo-americkým botanikem F. T. Purshem jako druh lomikamenu pod názvem Saxifraga pectinata. V roce 1832 byl přeřazen do čeledi růžovité a dnes již neplatného rodu Eriogynia, v roce 1840 do rodu tavolník jako Spiraea pectinata. Konečně v roce 1891 jej Otto Kuntze zařadil do samostatného rodu Luetkea.

## Význam
Litkovka je zřídka pěstována jako skalnička. Vyžaduje nevápenatou, vlhčí a kyprou půdu. Množí se výsevem semen.